# Mystery Case Files: The Malgrave Incident
У цій статті немає незалежних джерел, які можуть підтвердити значущість інформації статті. Стаття має відвертий рекламний характер.
Mystery Case Files: The Malgrave Incident — це пригодницька відеогра-головоломка, розроблена Big Fish Games та Sanzaru Games і опублікована Nintendo для гральної консолі Wii. У Північній Америці була випущена у червні 2011 року, а в Європі — у вересні 2011 року.

## Розробка
Гра була анонсована 13 квітня 2011 року як Mystery Case Files: Dust to Dust, але через деякі проблеми Big Fish Games змінили назву на The Malgrave Incident разом із випуском двох нових скриншотів. На початку червня 2011 року Nintendo випустила тизер гри та відкрила сторінку на вебсайті Nintendo. 7 червня 2011 року Mystery Case Files: The Malgrave Incident став частиною Electronic Entertainment Expo 2011 (E3 2011), де гру було продемонстровано перед публікою та опубліковано офіційний трейлер гри.

## Рецензії
За даними агрегатора відеоігрових рецензій Metacritic, гра отримала "змішані чи середні" відгуки.
Колін Моріарті з IGN написав, що гра призначена лише для невеликої ніші звичайних геймерів і не задовольнить більшість гравців. Він відмітив що гра має "шалено низьку роздільну здатність графіки" і подібну критику висловив за саундтрек. Моріарті писав, що жанр пригод помер, і тільки ті, хто спеціально шукав тип гри, оцінять його